# Comté de Wabaunsee
Le comté de Wabaunsee est l’un des 105 comtés de l’État du Kansas, aux États-Unis.
Siège : Alma.

## Géolocalisation
| Comté de Riley  | Comté de Pottawatomie |                  |
| Comté de Geary  | Comté de Wabaunsee    | Comté de Shawnee |
| Comté de Morris | Comté de Lyon         | Comté d’Osage    |